# Claud Buchanan Ticehurst
Claud Buchanan Ticehurst (8 janvier 1881 - 17 février 1941) est un ornithologiste britannique.

## Biographie
Né à St Leonards-on-Sea dans le Sussex, Ticehurst fait d'abord ses études à la Tonbridge School, puis fréquente le St John's College de Cambridge. Initialement formé à la médecine, il se tourne vers la collection d'oiseaux, et voyage en Europe aux côtés de John Lewis James Bonhote et de Hugh Whistler. Pendant la Première Guerre mondiale, Ticehurst sert dans l'armée britannique comme chirurgien, visitant Bassorah et Quetta, puis devient une autorité concernant les oiseaux d'Asie du Sud, en suivant les traces de Philip Lutley Sclater. Il travaille sur une publication exhaustive sur le sujet avec Hugh Whistler quand il meurt en 1941. Whistler disparaissant à son tour deux ans plus tard, le livre ne fut jamais publié.
Sa collection de 10 000 peaux d'oiseaux est léguée au Natural History Museum.
Claud Buchanan Ticehurst est le frère de l'ornithologiste Norman Frederick Ticehurst (1873-1960).

## Publications
- (en) A History of the Birds of Suffolk, 1932
- (en) A Systematic review of the genus Phylloscopus, 1938